# Ludwig Knorr
Ludwig Knorr (Monaco di Baviera, 2 dicembre 1859 – Jena, 4 giugno 1921) è stato un chimico tedesco.

## Biografia
Dopo l'Abitur, Knorr studiò chimica a Heidelberg, Monaco e, più tardi, a Erlangen. Ottenne il dottorato a Erlangen nel 1882 e la laurea nel 1885. Fu allievo di Emil Fischer, che seguì a Würzburg.
Nel 1889 divenne insegnante di chimica all'Università di Jena e mantenne la cattedra fino alla morte.
Fu attivo nello studio dei medicinali e dei principi attivi. Sintetizzò farmaci antalgici come il fenazone (1883).
Con Carl Paal scoprì la sintesi di Paal-Knorr.
All'Università di Erlangen si svolge annualmente una competizione intitolata Premio Knorr.